# Chun Mee

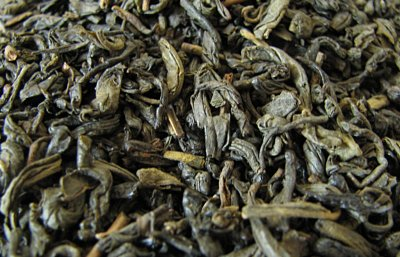
Aspect d'un thé Chun Mee.

Le Chun Mee (en chinois: 珍眉; en pinyin: zhēn méi; littéralement "sourcils précieux"; prononcé prononcé en français : [ʈʂə́n.měi]) est un thé vert populaire. Il semble poudreux et est généralement plus acide et moins sucré que d'autres thés verts. À l'origine, le thé Chun Mee ne poussait que dans la province chinoise du Jiangxi. Aujourd'hui, il est également produit dans d'autres provinces.
Le thé est divisé en plusieurs grades numérotés. Quelques exemples sont 41022, 4011, 9371, 8147, 9367, 9366, 3008 ou 3009. Le nombre 41022 représente la plus haute qualité du thé, et 8147 ne consiste presque que de bouts de feuilles brisées.
Ce thé a un goût clair, est légèrement sucré et acide, et peut être consommé jour et nuit.
Le thé Chun Mee, comme le thé Assam, a été étudié pour observer l'infusion de la caféine. L'étude a trouvé que la diffusion de la caféine se fait très lentement par le moyen de feuilles de thé.